# Робърт Болт
Робърт Окстън Болт (на английски: Robert Oxton Bolt) е английски сценарист и драматург.
Роден е на 15 август 1924 година в Сейл край Манчестър. След Втората световна война завършва Ексетърския университет, след което работи като учител по английски и история. В средата на 50-те години започва да пише пиеси за театъра, а малко след това и сценарии за киното. Придобива международна известност с филми, като „Лорънс Арабски“ („Lawrence of Arabia“, 1962), „Доктор Живаго“ („Doctor Zhivago“, 1965), „Човек на всички времена“ („A Man for All Seasons“, 1966), „Мисията“ („The Mission“, 1986).
Робърт Болт умира на 21 февруари 1995 година в Питърсфилд.

## Избрана филмография
- „Лорънс Арабски“ (Lawrence of Arabia, 1962)
- „Доктор Живаго“ (Doctor Zhivago, 1965)
- „Човек на всички времена“ (A Man for All Seasons, 1966)
- „Баунти“ (The Bounty, 1984)
- „Мисията“ (The Mission, 1986)